# Kilian Stetzing
Kilian Stetzing (* um 1400 in Pommern, in der Nähe von Greifswald; † nach 1435) war ein franziskanischer Theologe. 

## Leben
Genauere Lebensdaten sind unbekannt, das einzig sichere Lebenszeugnis ist die Immatrikulation an der Universität Erfurt im Jahre 1433. Davor fand wohl schon der Eintritt in das Franziskanerkloster Greifswald statt, wo seine erste Ausbildung erhielt. Daran schloss ein weiteres Studium in Colchester an, wo er seine Tabula bearbeitete. Zurück in Erfurt verfasste Stetzing einen Sentenzenkommentar zu Petrus Lombardus und wurde Baccalaureus formatus. Weitere Lebenszeugnisse fehlen, was wohl auf einen baldigen Tod deutet.
Sein Werk spiegelt eine umfassende Bildung wider, ist ideengeschichtlich, wie die ganze Erfurter Schule, stark von Johannes Duns Scotus beeinflusst. Dazu flossen Gedanken des heiligen Bonaventura über die vita contemplativa ein. Getragen wird alles von einer starken, bisweilen kindlich anmutenden Frömmigkeit. Sein klarer Stil und die übersichtliche Darstellung lassen ihn als bedeutenden Lehrer des Erfurter Studiums erscheinen.

## Werke
- Tabula super Metaphysicam Antonii Andreae
- Kommentar zu den Libri Sententiarum des Petrus Lombardus, 1435 unvollständig erhalten